# Strass

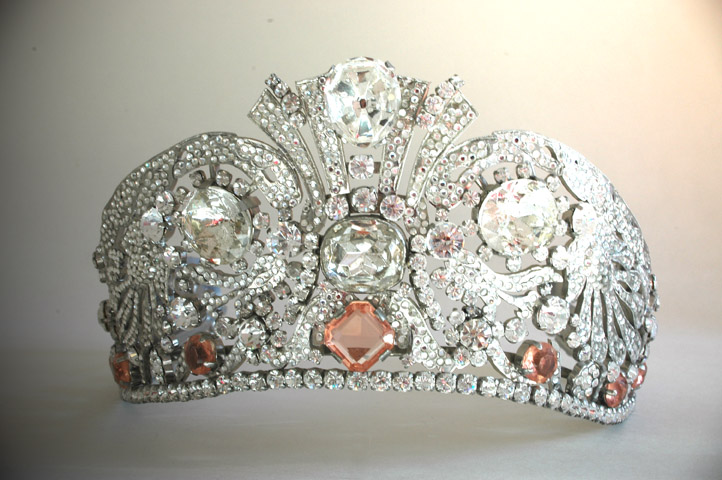
Strass i en tiara.

Strass är artificiella diamanter, glittrande stenar som används i smycken och accessoarer som ersättning för riktiga diamanter. 
De är tillverkade av bergkristall, blyglas eller akryl. En känd variant av blyglas eller kristallglas är Swarovski.
Från början var det bergkristaller man hittade i floden Rhen i Tyskland (jfr strass på engelska rhinestone). 
1730 uppfanns strass-stenar av fransmannen Georges Frédéric Strass. Dessa falska stenar blev otroligt populära, bland annat i det franska hovet under Ludvig XV.
Strass blev en förmögen man och kunde pensionera sig redan 52 år gammal. 1734 fick han utmärkelsen "Joaillier privilégié du roi", Kungens föredragna juvelerare.